# Augustus 2013
Dit artikel geeft een chronologisch overzicht van de belangrijkste gebeurtenissen per dag van de maand augustus van het jaar 2013.

## Gebeurtenissen

### 1 augustus
- ZANU-PF, de partij van de Zimbabwaanse president Robert Mugabe, wint de parlementsverkiezingen met 142 van de 210 zetels.

### 2 augustus
- Bij gevechten in de Oost-Afghaanse provincie Nangarhar komen 22 politieagenten en 60 talibanstrijders om het leven.
- Een dag na de veroordeling van Silvio Berlusconi tot vier jaar cel wegens belastingfraude, bieden de parlementsleden van zijn partij, Il Popolo della Libertà, als protest hun ontslag aan.

### 3 augustus
- In Zimbabwe maakt de kiescommissie bekend dat Robert Mugabe herverkozen is tot president met 61 procent van de stemmen.
- De Nederlanders Kees Neggers en Teus Hagen worden, samen met o.a. Wikipedia-oprichter Jimmy Wales, door de internationale Internet Society opgenomen in de Internet Hall of Fame.
- Hassan Rohani wordt officieel ingehuldigd als de zevende president van Iran.
- De natuurbeschermingsdienst van het Spaanse eiland Mallorca meldt dat de bosbranden, die meer dan 2000 hectare bos in de as hebben gelegd, na een week eindelijk onder controle zijn.
- Er vallen minstens acht doden en 22 gewonden bij een aanslag met een autobom in de buurt van het Indiase consulaat in de Oost-Afghaanse stad Jalalabad.
- Er vallen minstens negen doden en negen gewonden bij een Syrische luchtaanval nabij het Libanese plaatsje Arsal.

### 4 augustus
- In de Nigeriaanse deelstaat Borno komen 35 mensen, waarvan 32 leden van de islamistische groepering Boko Haram, om het leven bij aanvallen op een politiekantoor en een militaire basis.
- Daags na een aanslag in de buurt van het Indiase consulaat ontploft in de Oost-Afghaanse stad Jalalabad opnieuw een bom, die zestien gewonden maakt.
- Op de Wereldkampioenschappen zwemsporten wint de Verenigde Staten 15 gouden medailles en 34 medailles in totaal. Nederland haalt een keer goud en driemaal brons (telkens Ranomi Kromowidjojo), België haalt een zilveren medaille.
- Het zuiden van de Filipijnen wordt getroffen door zware overstromingen. Twee kinderen komen om en minstens 400.000 mensen worden geëvacueerd.
- Het oosten van Afghanistan wordt getroffen door zware overstromingen. Minstens 61 mensen komen om.
- In Mexico vallen minstens 46 doden bij vuurgevechten tussen rivaliserende drugskartels.

### 5 augustus
- Een zware bosbrand ten oosten van de Griekse hoofdstad Athene vernielt minstens tien huizen.
- In Friesland richt een windhoos veel schade aan in de omgeving van Wolvega en Gorredijk. In Lippenhuizen wordt een slapend kind gedood door een boom die op een camper valt.
- De rebellen in Syrië zetten een offensief in naar het noordwesten van het land, een gebied waar veel Alawieten wonen, de bevolkingsgroep waartoe president Bashar al-Assad behoort. (Lees verder)
- Minstens drie mensen komen om wanneer een man het vuur opent tijdens een gemeenteraad in de Amerikaanse plaats Ross Township (Pennsylvania).
- Twee mensen komen om bij een schietpartij in de Amerikaanse stad Salinas in de staat Californië.

### 6 augustus
- In de Tunesische hoofdstad Tunis betogen meer dan tienduizend mensen om het aftreden van de regering te eisen. De grondwetgevende vergadering, die een nieuwe ontwerpgrondwet moet opstellen, legt haar werk voorlopig neer totdat de regering en de oppositie een dialoog opstarten om uit de crisis te komen.
- Bij een ontploffing in een flatgebouw in de Argentijnse stad Rosario vallen minstens tien doden en meer dan zestig gewonden.
- Pakistaanse militanten in legeruniform doden in Jammu en Kasjmir vijf Indiase soldaten.
- Meerdere aanslagen met autobommen in de Irakese hoofdstad Bagdad kosten het leven aan minstens 45 mensen en verwonden meer dan honderd personen.

### 7 augustus
- Een zware brand in de luchthaven van Nairobi, de hoofdstad van Kenia, vernielt de aankomsthal. Er vallen geen slachtoffers.
- De Tsjechische overgangsregering van premier Jiří Rusnok verliest een vertrouwensstemming in het parlement.
- Bij drie aanvallen met Amerikaanse drones in Zuid-Jemen worden twaalf vermoedelijke Al Qaidaleden gedood.

### 8 augustus
- Zo'n 1.800 inwoners van de Amerikaanse staat Californië worden geëvacueerd vanwege een grote bosbrand, ongeveer 170 kilometer ten oosten van Los Angeles.
- In de Pakistaanse stad Quetta vallen minstens 38 doden en meer dan 50 gewonden bij een zelfmoordaanslag tijdens een begrafenis van een politieofficier.

### 9 augustus
- Minstens 80 mensen komen om en meer dan 140 raken gewond bij verschillende aanslagen met autobommen in Irak, waaronder in Bagdad en Tuz Khurmato.
- Vijf vermoedelijke moslimextremisten worden door een Israëlische drone gedood in de noordelijke Sinaï.
- Vier mensen komen om wanneer een Ethiopisch militair vliegtuig crasht op de luchthaven van de Somalische hoofdstad Mogadishu.
- Bij een terroristische aanval op een soennitische moskee in de buitenwijken van de Pakistaanse stad Quetta vallen minstens negen doden en een tiental gewonden.

### 10 augustus
- In Odisha, in het oosten van India, komen minstens tien mensen om bij een mijnongeval wanneer zij bedolven worden door een aardverschuiving terwijl zij op zoek zijn naar steenkool in een afvalberg.
- In Moskou gaan de wereldkampioenschappen atletiek van start.

### 11 augustus
- Usain Bolt wordt in Moskou voor de tweede maal in zijn carrière wereldkampioen op de 100 meter.
- In het kader van de hernieuwde vredesonderhandelingen keurt Israël de vrijlating van 26 Palestijnse gevangenen goed.
- De Soedanese staatsradio meldt dat sinds het begin van de maand al 36 mensen zijn omgekomen en 5000 woningen vernield zijn bij overstromingen veroorzaakt door hevige regenval in een streek ten noorden van de hoofdstad Khartoem.
- Bij een ongeluk met een autobus van Eurolines in het zuiden van Frankrijk, op de A9 ter hoogte van Fitou, komen minstens twee mensen om het leven en raken meer dan dertig mensen gewond.

### 13 augustus
- In het kader van de hernieuwde vredesonderhandelingen laat Israël 26 Palestijnse gevangenen vrij.
- In de Filipijnen wordt de balans opgemaakt na de doortocht van de tyfoon Utor. Vier mensen zijn omgekomen en meer dan 36.000 zijn geëvacueerd.

### 14 augustus
- De Egyptische regering roept de noodtoestand uit, nadat in Caïro en de rest van het land minstens 525 doden en minstens 3000 gewonden zijn gevallen bij de opruiming van sit-ins van aanhangers van ex-president Morsi en bij de daaropvolgende botsingen tussen de betogers en de ordediensten.
- Bij twee aanslagen in de Irakese stad Baquba vallen veertien doden.

### 15 augustus
- Bij een studie van slankberen in het Field Museum of Natural History in de Amerikaanse stad Chicago wordt Bassaricyon neblina (in het Spaans olinguito genoemd) als nieuwe diersoort geïdentificeerd.
- Het ministerie voor Territoriaal Bestuur van Mali maakt bekend dat Ibrahim Boubacar Keita de presidentsverkiezingen heeft gewonnen met meer dan 77% van de stemmen.
- Een autobom in de Libanese hoofdstad Beiroet doodt minstens 22 mensen en verwondt meer dan tweehonderd personen.
- Er vallen minstens 25 doden en 60 gewonden bij een reeks aanslagen met voornamelijk autobommen in de Irakese hoofdstad Bagdad.

### 16 augustus
- Na een botsing met een vrachtschip zinkt de veerboot Tomas Aquinas met 870 mensen aan boord voor de kust van de Filipijnse stad Cebu City. Ruim 23 mensen raken vermist en ten minste 114 mensen komen hierbij om het leven.

### 17 augustus
- In Irak worden twaalf agenten en soldaten gedood bij verschillende aanslagen in Al-Mada'in, nabij Tikrit en in het gouvernement Diyala.
- Het Belgische vrouwenteam, de Red Panthers, opent het Europees kampioenschap hockey in Antwerpen met een 5-1-zege op Wit-Rusland.
- Officiële Chinese media melden dat de afgelopen week 25 mensen zijn omgekomen bij overstromingen in de noordoostelijke provincies Heilongjiang, Liaoning en Jilin. Minstens 140.000 mensen zijn geëvacueerd.

### 18 augustus
- De wereldkampioenschappen atletiek worden afgesloten met Rusland als winnaar met zeven keer goud. Nederland haalt een zilveren en een bronzen medaille.

### 19 augustus
- In het oosten van India vallen 37 doden wanneer een trein op een groep pelgrims inrijdt. Jaarlijks zouden er in India zo'n 15.000 doden vallen bij het oversteken van het spoor.
- Door overstromingen in de Oost-Russische regio's Amoer, Chabarovsk en de Joodse Autonome Oblast moeten meer dan 19.000 mensen worden geëvacueerd. In de stad Chabarovsk bereikt de rivier de Amoer zijn hoogste peil ooit. Het zijn de grootste overstromingen in 120 jaar.

### 20 augustus
- In Pakistan wordt oud-president Pervez Musharraf formeel in beschuldiging gesteld voor de moord op Benazir Bhutto in 2007.
- In Tsjechië beslist een meerderheid van afgevaardigden om het parlement te ontbinden.
- Bij een schietpartij in een restaurant in Dossenheim, in de Duitse deelstaat Baden-Württemberg, vallen vijf gewonden en drie doden, onder wie de schutter die zelfmoord pleegt.
- In de kerncentrale van Fukushima wordt een lek ontdekt in een koelwatertank waaruit naar schatting 300 ton radioactief water is weggevloeid.
- Door hevige regenval als gevolg van de tropische storm Trami (PAGASA-naam: Maring) staat meer dan de helft van de Filipijnse hoofdstad Manilla onder water. Er zijn minstens 7 mensen overleden en ongeveer 1 miljoen mensen getroffen door de storm.

### 21 augustus
- De VN-Veiligheidsraad komt in een speciale zitting bijeen na een zwaar bombardement van het Syrische leger op voorsteden van de hoofdstad Damascus, waarbij naar verluidt chemische wapens zouden gebruikt zijn. De Syrische autoriteiten ontkennen dit. De oppositie spreekt van meer dan 1000 doden.
- De Amerikaanse klokkenluider Bradley Manning wordt veroordeeld tot 35 jaar gevangenisstraf.
- In het noorden en in het centrum van Portugal woedt een vijftiental bosbranden. Portugal roept de hulp in van Frankrijk en Spanje.
- Achttien mensen komen om in Bogor, in de Indonesische provincie West-Java, wanneer een autobus bij een ongeval in een rivier terechtkomt.
- In Maleisië stort een bus met toeristen in een ravijn in de Genting Highlands. Zevenendertig mensen komen daarbij om.

### 22 augustus
- Robert Mugabe legt de eed af als president van Zimbabwe.
- Hosni Moebarak, de in 2011 afgezette president van Egypte, verlaat de gevangenis van Caïro en wordt overgebracht naar een militair ziekenhuis, waar hij onder huisarrest wordt geplaatst.
- De tropische storm Trami, die zeventien doden maakte in de Filipijnen, komt aan land in China.

### 23 augustus
- Bij rellen in de Palmasolagevangenis, de grootste gevangenis van Bolivia, vallen minstens 29 doden.
- Minstens vier personen komen om wanneer een helikopter met werknemers van een booreiland in zee stort in de buurt van de Shetlandeilanden.
- Twee aanslagen in de Libanese havenstad Tripoli kosten het leven aan ten minste 42 personen en maken honderden gewonden.

### 24 augustus
- Een van de vijftig bosbranden die al meer dan een week woeden in de Amerikaanse staat Californië, de Rim Fire, bereikt het Yosemite National Park. Jerry Brown, de gouverneur van de staat, roept de noodtoestand uit in de stad San Francisco omdat de energie- en watervoorziening bedreigd worden.
- Op het EK hockey voor vrouwen in het Belgische Boom wint Duitsland na shootouts de finale van Engeland. In de strijd om het brons verslaat Nederland de Belgische ploeg met 3-1.
- Dertien militairen worden in Colombia gedood bij een aanval van de guerrillabeweging FARC.

### 25 augustus
- Op het EK hockey voor mannen in het Belgische Boom wint Duitsland de finale van België met 3-1. In de strijd om het brons verslaat Nederland de Engelse ploeg met 3-2.
- Zes mensen komen om bij een bomaanslag op een autobus met Jemenitische militairen die op weg waren naar de luchthaven van de hoofdstad Sanaa.

### 26 augustus
- In het Zuid-Afrikaanse Nationaal park Kruger doden bewakers drie stropers van neushoorns. Drie andere leden van de bende worden gearresteerd.
- Op hun eerste werkdag in Syrië worden VN-experts in chemische wapens beschoten door sluipschutters. De VN dient een klacht in bij de Syrische regering en bij de oppositie.
- In de Mexicaanse deelstaat Veracruz komen dertien mensen om bij een grondverschuiving veroorzaakt door hevige regenval na de doortocht van de tropische storm Fernand.
- Alle 25.000 kandidaten voor het eerste jaar aan de Universiteit van Liberia zakken voor het toelatingsexamen.
- Voor het eerst in de geschiedenis van de Nederlandse politieke partij SGP is een vrouw gekozen tot kandidaat voor een politieke functie. In Vlissingen wordt Lilian Janse gekozen tot lijsttrekker namens de SGP voor de gemeenteraadsverkiezingen in 2014.

### 28 augustus
- Precies 50 jaar na Martin Luther Kings beroemde rede I Have a Dream stelt de Amerikaanse president Barack Obama dat er vooruitgang is geboekt, maar dat de strijd tegen sociale ongelijkheid voortduurt.
- NAVO-secretaris-generaal Anders Fogh Rasmussen zegt dat verschillende bronnen erop wijzen dat het Syrische regime verantwoordelijk is voor het gebruik van chemische wapens.
- De regering van de Spaanse regio Galicië meldt dat de bosbranden in de streek deels door brandstichters aangestoken zijn.
- Minstens vier burgers komen om bij een zelfmoordaanslag op een NAVO-konvooi in het zuiden van Afghanistan.
- Bij de instorting van twee woonblokken in de Indiase stad Vadodara komen minstens zeven mensen om het leven.
- Verschillende talibanaanvallen tegen NAVO-troepen en hun bondgenoten kosten aan zestien mensen het leven in Afghanistan.
- Door een stroomstoring in het noordwesten van Brazilië komen zo'n 47,5 miljoen mensen zonder elektriciteit te zitten.

### 29 augustus
- Twee autobommen doden 24 personen in Bagdad.
- In Portugal wakkeren hevige winden de bosbranden verder aan. Meerdere dorpen worden geëvacueerd.
- De regering van Mali meldt dat er minsten 50 personen zijn omgekomen bij door overstromingen in de hoofdstad Bamako.
- Bij een busongeval in Kenia komen minstens 37 mensen om.
- Het Britse parlement stemt tegen een door premier David Cameron verdedigde militaire interventie in Syrië.

### 30 augustus
- Voor het eerst sinds de Culturele Revolutie wordt in China een onderzoek geopend naar een voormalig lid van het Permanent Comité van het Politbureau.
- De Nederlandse Spoorwegen meldt dat zij het contract met AnsaldoBreda voor de aankoop van de Fyra formeel opzeggen.

### 31 augustus
- Bij de wereldkampioenschappen roeien in het Zuid-Koreaanse Chungju winnen de Nederlandse mannen in de "vier-zonder" goud. Boaz Meylink, Kaj Hendriks, Mechiel Versluis en Robert Lücken leggen de tweeduizend meter af in 6.13,95 minuten.
- Een aardbeving met een kracht van 5,9 op de schaal van Richter in de Chinese provincies Yunnan en Sichuan maakt drie doden.

## Overleden
<< · januari · februari · maart · april · mei · juni · juli · augustus · september · oktober · november · december · >>